# Cyclosa mulmeinensis
Cyclosa mulmeinensis är en spindelart som först beskrevs av Tord Tamerlan Teodor Thorell 1887.  Cyclosa mulmeinensis ingår i släktet Cyclosa och familjen hjulspindlar. Inga underarter finns listade i Catalogue of Life.